# Longfellow House-Washington's Headquarters National Historic Site
Le Longfellow House-Washington's Headquarters National Historic Site est un site historique national qui se trouve au 105 Brattle Street à Cambridge (Massachusetts). C'est dans cette maison que résida le poète américain Henry Wadsworth Longfellow. La maison fut construite en 1759 par le royaliste John Vassall qui en fit la résidence de sa famille jusqu'en 1774. À la veille de la guerre d'indépendance, ils prirent la fuite et quittèrent Boston. Le colonel John Glover et le régiment Marblehead occupèrent l'endroit en juin 1775, suivis par le général George Washington, qui organisa le siège de Boston entre juillet 1775 et avril 1776. La maison appartint ensuite à Nathaniel Tracy entre 1781 et 1786. Après une faillite retentissante, il la vendit à Thomas Russell, un riche marchand de Boston. La résidence passa ensuite entre les mains d'Andrew Craigie (1791-1819).